# Newton Aduaka
Newton I. Aduaka (Ogidi, 1966) è un regista nigeriano.

## Biografia
Newton I. Aduaka è nato a Ogidi in Nigeria nel 1966, si trasferisce a Lagos con la famiglia nel 1970, in seguito alla guerra civile del Biafra. Nel 1985 si trasferisce a Londra, dove nel 1990 si diploma alla London Film School, e nel 1997 fonda la Granite FilmWorks.

## Filmografia
- Rage (1999)
- Paris la métisse (2005)
- Ezra (2007)
- One Man's Show (2013)